# 4 Strings
4 Strings — євро-транс-проект відомого саунд-продюсера Карло Pecoopт'а і Ян де Boc, що працюють в стилі Uplifting Trance.
Resoort ось вже понад 9 років творить на європейській танцювальній сцені. Він брав участь у створенні великої кількості хітів і працював з такими відомими денс-діячами, як автор текстів Rob Davis, відповідальний за хіти проектів Fragma і Spiller, а також дуетом Rank 1.
Перший успіх, ще 2001 року, оригінальної інструментальної версії хіта «Into The Night», надихнув Карло і він вирішив додати до нього вокал і перевидати заново вже під назвою «Take Me Away» (Into The Night), що і зробив навесні 2002-го року, покоривши танцмайданчики всього світу неймовірно романтичним транс-хітом, з успіхом, що атакував практично всі денс і мейнстрім чарти «Танцювальної Планети MTV»! — двічі ставши срібним призером «MTV Dancefloor Chart»!
Першим релізом 4 Strings став сингл «Daytime», який отримав масову підтримку таких зірок світового ді-джеїнгу, як Judge Jules, Seb Fontaine, Dave Pearce, Graham Gold, Boy George і Йохан Гилен.
Вслід за цим у світ вийшов спочатку інструментальний, а потім і вокальний варіант ставшого супер-хітом треку «Take Me Away (Into The Night)», вокал для якого записала Madelyne.
Згодом 4 Strings порадували своїм новим творінням — «Turn It Around», вже реміксованним самим Карлом Резоортом, а також проектами Minimalistix, RMB, Hiver & Hammer, Cosmic Gate, World Clique й іншими.
Сингл «Turn It Around» досяг надзвичайної популярності в чарті «MTV Dancefloor Chart»!

## Дискографія

### Альбоми
- Believe Ultra Records 2002
- Turn It Around Ultra Records 2004
- Mainline Ultra Records 2006

### Сингли
- 2000 «Day Time»
- 2001 «Into the Night»
- 2002 «Take Me Away (Into the Night)»
- 2002 «Diving»
- 2003 «Let It Rain»
- 2003 «Summer Sun»
- 2004 «Back to Basics»
- 2004 «Turn It Around»
- 2004 «Come Closer»
- 2005 «Until You Love Me»
- 2005 «Love Is Blind»
- 2005 «Sunrise»
- 2005 «Desire»
- 2006 «Hurricane»
- 2006 «Jewel»
- 2006 «Take Me Away 2006 (Remixes)»
- 2006 «Mainline»
- 2007 «Curious» (feat. Tina Cousins)
- 2007 «Catch a Fall» (feat. Andrea Britton)
- 2008 «The Way It Should Be» (vs. DJ Shaine)
- 2009 «Let Me Take Your Breath Away»

### Ремікси
- 2002 Angelic — It's My Turn (4 Strings Remix)
- 2001 Madelyne — Beautiful Child (A Deeper Love) [4 Strings Remix]
- 2001 Mathias Ware feat. Rob Taylor — Hey Little Girl (4 Strings Remix)
- 2001 Square — Nova (4 Strings Remix)
- 2002 Minimalistix — Close Cover (4 Strings Remix)
- 2002 Blank & Jones — Desire (4 Strings Remix)
- 2002 Flesh & Bones — My Time Has Come (4 Strings Remix)
- 2003 Symphony of Strings — Need You Now (Don't Want Your Love) [4 Strings Remix]
- 2003 Carlo Resoort — Remover (4 Strings Remix)
- 2006 Solid Sessions — Janeiro 2006 (4 Strings Remix)
- 2006 DJ Atmospherik — Straight Flush (4 Strings Remix)
- 2007 Re-Fuge feat. Nicole Tyler — So Real (4 Strings Remix)
- 2009 Carlo Resoort — Lifetime (4 Strings Remix)
- 2009 Jan Oostdyk — The Beginning (4-Strings Remix)